# Fagus sylvatica pendula
Fagus sylvatica var. pendula, el haya llorona, es una variedad cultivada de la caducifolia haya común. Está considerado como un árbol llorón.
Esta especie se caracteriza por su forma de ramas colgantes, lloronas. El tronco del árbol puede no ser visible a distancia debido a la presencia de las ramas colgantes. Las ramas pueden alcanzar el suelo y empezar a echar nuevas raíces. Más pequeña que el haya común, el árbol puede alcanzar una altura de hasta 25 m y tiende a ser más ancha que alta.
Las hojas del haya llorona son anchas, planas, simples y no lobuladas. Tienen bordes suaves y alternos. Miden típicamente 5 – 10 cm de largo. Las flores aparecen en la primavera y son discretas.